# U–215
Az U–215 tengeralattjárót a német haditengerészet rendelte a kieli F. Krupp Germaniawerft AG-tól 1940. február 16-án. A hajót 1941. november 22-én állították szolgálatba. Egy harci bevetése volt, amelyen egy hajót süllyesztett el (7,191 brt).

## Pályafutása
Az U–215 1942. június 9-én Kielből futott ki első és egyetlen őrjáratára, az észak-amerikai partok felé. Július 3-án megtorpedózta az Alexander Macomb amerikai teherhajót, amely 9000 tonna hadi felszereléssel, harckocsikkal, repülőkkel tartott Arhangelszk felé. A rakomány egy része felrobbant, és a hajó kigyulladt.A legénység 66 tagjából tíz meghalt, a többieket sikerült kimenteni. A hajó elsüllyedése után 15 perccel az HMS Le Tiger felfegyverzett brit halászhajó mélységi bombákat dobott a tengeralattjáróra, és teljes legénységével (48) elsüllyesztette.

## Roncsa
2004. július 13-án kutatók megtalálták az U–215 roncsát 82 méter mélyen 209 kilométerre dél-délnyugatra az új-skóciai Shelburne-től. Ez volt ez első második világháborús német tengeralattjáró roncsa, amelyet a kanadai vizekben felfedeztek.

## Kapitány
| Név            | Kezdőnap           | Zárónap         |
| -------------- | ------------------ | --------------- |
| Fritz Hoeckner | 1941. november 22. | 1942. július 3. |

## Őrjárat
| Indulás | Indulónap       | Érkezés | Zárónap         |
| ------- | --------------- | ------- | --------------- |
| Kiel    | 1942. június 9. | *       | 1942. július 3. |

* A tengeralattjáró nem érte el úti célját, elsüllyesztették

## Elsüllyesztett hajó
| Nap             | Hajó             | Nemzetisége      | Vízkiszorítása (brt |
| --------------- | ---------------- | ---------------- | ------------------- |
| 1942. július 3. | Alexander Macomb | Egyesült Államok | 7191                |